# Samtgemeinde Rühen

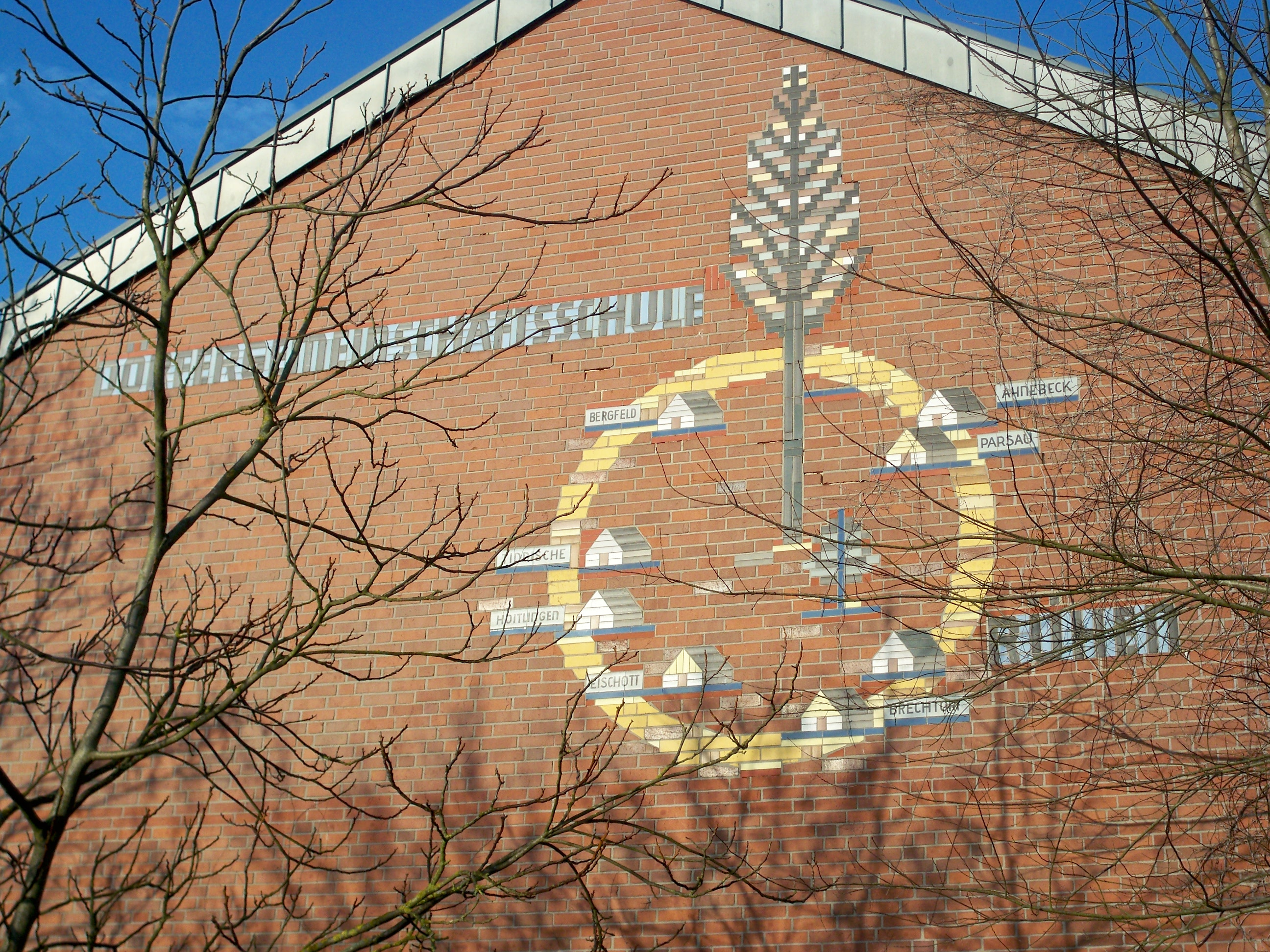
Wandbild an der Rühener Grund- und Realschule

Die Samtgemeinde Rühen war eine Verwaltungseinheit im Landkreis Gifhorn, die vom 1. Juli 1972 bis zum 1. März 1974 existierte.

## Geschichte
Von 1964 bis 1980 gab es in Niedersachsen mehrere Gebietsreformen. Dabei fusionierten unter anderem Gemeinden zu größeren Gemeinden; Gemeinden schlossen sich zu Samtgemeinden zusammen.
Die Samtgemeinde Rühen im Osten des Landkreises Gifhorn wurde am 1. Juli 1972 durch das Wolfsburg-Gesetz gegründet. Sie bestand aus den Gemeinden Rühen, Parsau, Tiddische und Bergfeld. Die Gemeinde Rühen war gleichzeitig um die vorher selbstständigen Gemeinden Brechtorf und Eischott erweitert worden, die Gemeinde Parsau um Croya, Ahnebeck und Kaiserwinkel und die Gemeinde Tiddische um Hoitlingen. Sitz der Samtgemeinde war Rühen. Zugleich war das Gebiet aus dem Landkreis Helmstedt herausgelöst und dem Landkreis Gifhorn angegliedert worden. Damit gehörte es zum Regierungsbezirk Lüneburg und nicht mehr zum Regierungsbezirk Braunschweig.
Nach der Bildung der Samtgemeinde wurde in Rühen durch Um- und Neubau eine Dörfergemeinschaftsschule errichtet, in deren Hauptgiebel Namen und Lage der dazugehörigen Dörfer – ohne Croya und Kaiserwinkel – dargestellt sind. Die Einweihung dieses Teils der Schule erfolgte aber erst nach dem Ende der Samtgemeinde Rühen.
Am 1. März 1974 wurde die Samtgemeinde Rühen aufgelöst. Die Gemeinden der vormaligen Samtgemeinde Rühen wurden am 15. März 1974 Teil der Samtgemeinde Brome. Als Ausgleich für den verlorenen Samtgemeindesitz wurden die weiterführenden Schulen erweitert und eine Großturnhalle errichtet.